# Dambadardżaa chijd
Dambadardżaa chijd – klasztor buddyjski w Mongolii, położony na obrzeżach Ułan Bator. 
Powstał w latach 1761–1765 z fundacji cesarza mandżurskiego. Dekret cesarza w językach: mongolskim, tybetańskim, mandżurskim i chińskim wyryto na stelach, które znajdują się na terenie klasztoru. W 1778 roku w klasztorze złożono szczątki II Bogd gegeena. Na początku XX w. z klasztorem związanych było około 1500 mnichów. W 1907 roku przeprowadzono gruntowną renowację świątyń. W latach trzydziestych XX wieku część budynków zniszczono, klasztor został zamknięty. Wznowił działalność w 1990 roku, wtedy też przystąpiono do jego renowacji i częściowej rekonstrukcji.